# Aeropuerto de Hihifo
El Aeropuerto de Hihifo (IATA: WLS, OACI: NLWW) es el aeropuerto principal de la colectividad de ultramar francesa de Wallis y Futuna, territorio ubicado al sur del océano Pacífico, entre Fiyi y Samoa.
Se encuentra situado en Hihifo, al norte de la isla Wallis, la más grande y poblada de la colectividad, y a 5,6 km de la capital Mata-Utu.

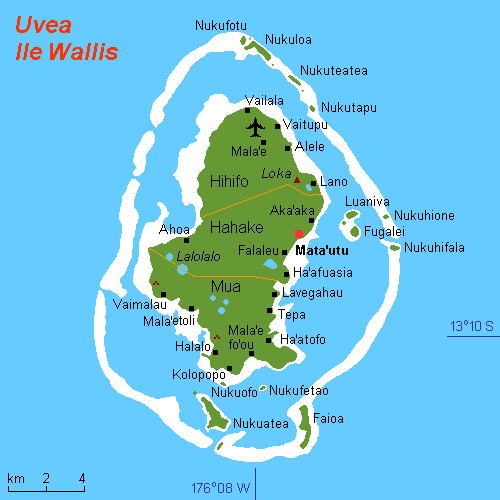
Mapa de la Isla Wallis donde aparece la ubicación del Aeropuerto de Hihifo al norte de la misma.

## Aerolíneas y destinos
Aircalin
- Futuna, Wallis y Futuna (Aeropuerto de Pointe Vele)
- Nadi, Fiyi (Aeropuerto internacional de Nadi)
- Nouméa, Nueva Caledonia (Aeropuerto Internacional La Tontouta)